# Piccarda Donati

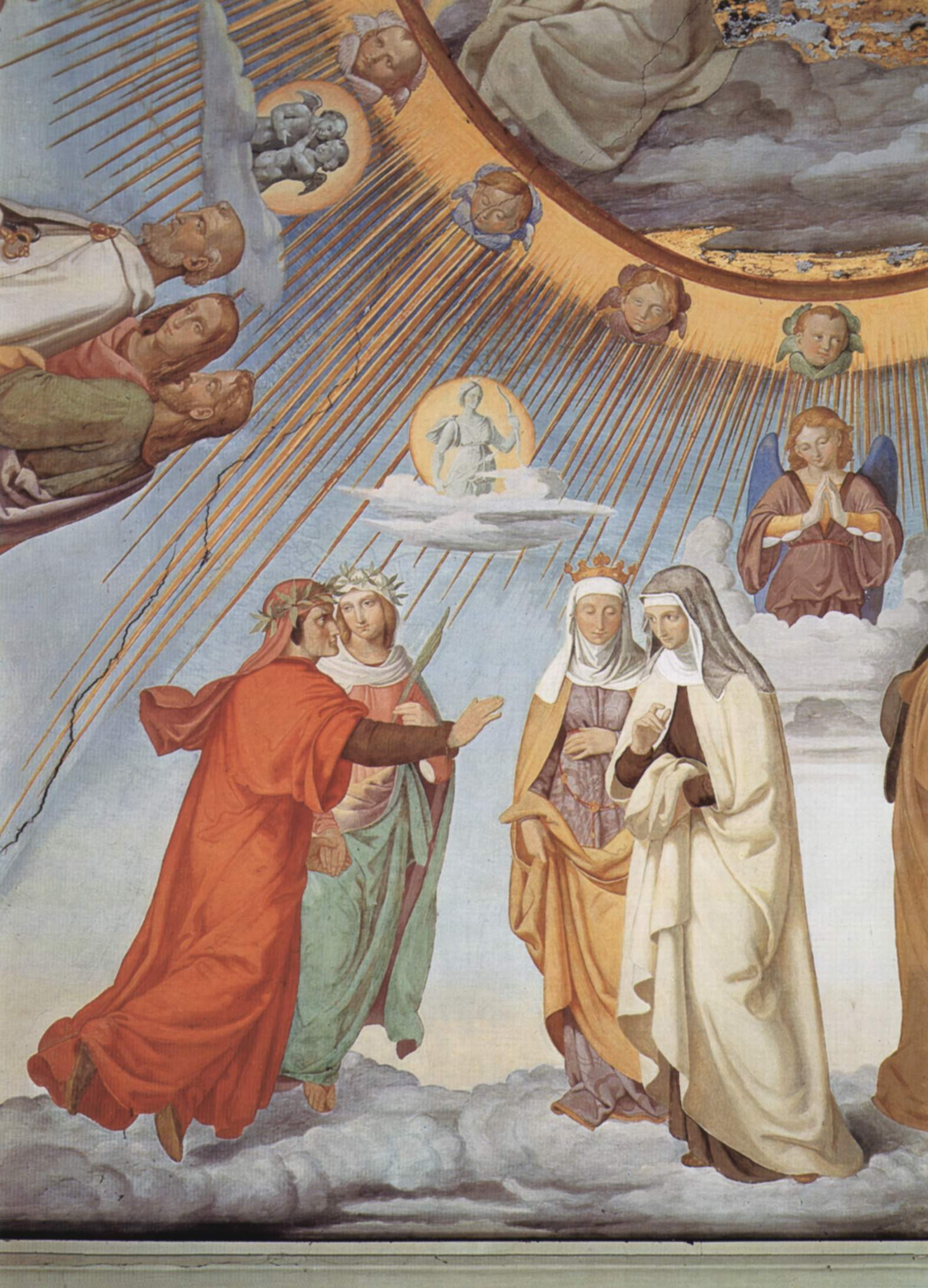
Dant i Beatriu parlen amb Piccarda i Constança de Sicília, al 3r cant del Paradís (Philipp Veit)

Piccarda Donati va ser una noble italiana del segle xiii, germana de Forese Donati, amic personal de l'escriptor Dante Alighieri. Dant la va fer aparèixer al Paradís a la seva Divina Comèdia.
Piccarda s'havia fet monja, però el seu germà gran Corso Donati la va obligar a renunciar a la vida conventual per tal de contraure un matrimoni que beneficiava les aspiracions polítiques de la família. Picarda va morir poc després del casament forçat.
A la Divina Comèdia, Piccarda és el primer personatge que Dant es troba a l'arribar al Paradís. Tot i que Dant l'havia conegut en la seva vida mortal, li costa reconèixer-la, ja que al Paradís les ànimes dels morts resulten ser molt més belles que no havien estat a la terra. De fet, a mesura que es va avançant a les esferes celestials les ànimes són cada cop més boniques, de manera que Picarda és l'única que Dant pot reconèixer sense ajuda.
Piccarda es troba a l'esfera de la Lluna, l'esfera celestial més baixa del Paradís. Allí s'hi troben les ànimes que van incomplir els seus vots, tal com ella havia hagut de fer en casar-se i deixar el convent. Tanmateix quan Dant li pregunta si no desitjaria pujar a alguna esfera més alta del cel li contesta que no: les ànimes del Paradís estan totes contentes de ser al nivell on es troben, ja que és la voluntat de Déu, i mentre s'alegren de la joia de les ànimes de les esferes superiors no desitjen més del que ja tenen.